# Pascal Struijk
Pascal Struijk (* 11. August 1999 in Deurne, Belgien) ist ein niederländischer Fußballspieler.

## Karriere

### Verein
In seiner Jugend wechselte er während der U19 von ADO Den Haag zu Ajax Amsterdam. Diese verließ er dann im Januar 2018, um weiter in der U21 bei Leeds United in England zu spielen. Bei diesen wurde er Anfang 2020 dann auch Teil der ersten Mannschaft in der Championship. Zuvor hatte er sein Debüt für diese Mannschaft bereits am 10. Dezember 2019, wo er kurz vor Ende bei einem 2:0-Sieg über Hull City eingewechselt wurde. Kurz danach erhielt er dann nochmal eine Einwechslung kurz vor Schluss. In der zweiten Saisonhälfte absolvierte er dann nochmal drei Partien.
Danach stieg er mit seinem Klub in die Premier League auf und gehört dort seit dem zur Stammbesetzung der Mannschaft.

### Nationalmannschaft
Mit der niederländischen U17-Nationalmannschaft war er unter anderem bei der U17-Europameisterschaft 2016 dabei.